# Maynard Webb
Maynard G. Webb Jr. (né en 1955) est un homme d'affaires américain. Maynard Webb est membre du conseil d'administration de Salesforce, VISA, et ancien président du conseil d'administration de Yahoo!,. Webb a fondé Webb Investment Network en 2010 et est l'ancien PDG de LiveOps et ancien COO d'eBay.

## Formation et carrière
Webb a obtenu son diplôme en justice pénale de la Florida Atlantic University. Après avoir obtenu son diplôme, il a accepté un poste d'agent de sécurité chez IBM. Il a ensuite occupé des postes de direction et de direction chez Bay Networks, Quantum Corporation et Thomas-Conrad Corporation et a été vice-président principal et directeur de l'information de Gateway, Inc.
De 1999 à 2006, Webb a occupé divers postes chez eBay, notamment celui de président de la technologie et de chef de l'exploitation,. Au cours de son mandat, eBay est passé de 140 millions de dollars de revenus à plus de 4,5 milliards de dollars en 2005, le nombre d'employés a évolué de 250 à plus de 12 000. Webb a été PDG de LiveOps de 2006 à 2011, une société de services de centre d'appels basée sur le cloud.  Pendant ce temps, LiveOps a été nommé l'un des dix Hot Start-Ups de Forbes (2009), s'est développé sur le marché des entreprises, a généré plus de capital qu'il n'en avait initialement levé et a élargi son conseil d'administration avec des dirigeants de Symantec, Hewlett-Packard, PeopleSoft et eBay. 

## Mécénat
Webb et son épouse, Irene, ont fondé la Webb Family Foundation en 2004, une organisation destinée à « promouvoir la méritocratie en aidant les outsiders de la société à réaliser leur plein potentiel ». Via à des subventions, la fondation a soutenu des secours en cas de catastrophe, du mentorat pour jeunes, la recherche contre le cancer, des œuvres éducatives et d'autres organisations.